# Tetragnatha tenera
Tetragnatha tenera är en spindelart som beskrevs av Tord Tamerlan Teodor Thorell 1881. Tetragnatha tenera ingår i släktet sträckkäkspindlar, och familjen käkspindlar. Inga underarter finns listade i Catalogue of Life.